# Hugo Erdmann
Hugo Wilhelm Traugott Erdmann (8 de Maio de 1862 – 25 de Junho de 1910) foi um cientista alemão que descobriu, junto com seu assistente de doutorado Jacob Volhard, a ciclização Volhard-Erdmann. Em 1898 foi o primeiro a expressar o termo gás nobre (o substantivo original era Edelgas em alemão). Erdmann inventou o termo Tiozona em 1908, teorizando que o S3 era uma grande porção do enxofre líquido.